# Cục Quản lý Chất lượng nông lâm sản và thủy sản (Việt Nam)
Cục Quản lý chất lượng nông lâm sản và thủy sản (tiếng Anh: The National Agro-Forestry-Fisheries Quality Assurance Department, viết tắt là NAFIQAD, đã ngừng hoạt động) là cơ quan trực thuộc Bộ Nông nghiệp và Phát triển nông thôn, thực hiện chức năng tham mưu, giúp Bộ trưởng quản lý nhà nước và tổ chức thực thi pháp luật trong lĩnh vực chất lượng, an toàn thực phẩm nông sản, lâm sản, thủy sản thuộc phạm vi quản lý nhà nước của Bộ theo phân cấp, ủy quyền của Bộ trưởng.
Ngày 26/8/1994, Trung tâm Kiểm tra Chất lượng và Vệ sinh thủy sản được thành lập theo Quyết định số 648 TS/QĐ ngày 26/8/1994 của Bộ trưởng Bộ Thủy sản. Trung tâm là tiền thân của Cục Quản lý Chất lượng nông lâm sản và thủy sản.
Chức năng, nhiệm vụ, quyền hạn, cơ cấu tổ chức của Cục Quản lý Chất lượng nông lâm sản và thủy sản được quy định tại Quyết định số 1120/QĐ-BNN-TCCB ngày 31/3/2017 của Bộ trưởng Bộ Nông nghiệp và Phát triển nông thôn.

## Nhiệm vụ và quyền hạn
Theo Điều 2, Quyết định số 1120/QĐ-BNN-TCCB ngày 31/3/2017 của Bộ trưởng Bộ Nông nghiệp và Phát triển nông thôn, Cục Quản lý Chất lượng nông lâm sản và thủy sản có các nhiệm vụ, quyền hạn trong các lĩnh vực chính:
1. Chất lượng vật tư nông nghiệp và sản phẩm hàng hóa.
2. An toàn thực phẩm đối với sơ chế, chế biến sản phẩm chăn nuôi, trồng trọt; cơ sở thu gom, bảo quản, sơ chế, chế biến, kinh doanh, xuất khẩu thủy sản; kiểm tra an toàn thực phẩm đối với thủy sản xuất khẩu; cơ sở sản xuất nhiều loại sản phẩm thuộc phạm vi quản lý của Bộ và Bộ Công Thương; quản lý điều kiện đảm bảo an toàn thực phẩm chợ đầu mối, chợ đấu giá nông sản, cơ sở chuyên kinh doanh nông lâm thủy sản; đầu mối tham mưu tổng hợp báo cáo Bộ trưởng quản lý an toàn thực phẩm thuộc phạm vi quản lý của Bộ.
3. Hoạt động đánh giá sự phù hợp.
4. Thực hiện nhiệm vụ thường trực các Ban Chỉ đạo của Bộ về chất lượng, an toàn thực phẩm theo quy định.

## Cơ cấu tổ chức

### Các tổ chức tham mưu
(Theo Khoản 2, Điều 3, Quyết định số 1120/QĐ-BNN-TCCB ngày 31/3/2017 của Bộ trưởng Bộ Nông nghiệp và Phát triển nông thôn)
- Văn phòng Cục
- Phòng Kế hoạch, Tổng hợp
- Phòng Tài chính
- Phòng Thanh tra, Pháp chế
- Phòng Chất lượng thủy sản
- Phòng Chất lượng nông sản
- Phòng Khoa học và Đánh giá sự phù hợp

### Các cơ quan trực thuộc
(Theo Khoản 3, Điều 3, Quyết định số 1120/QĐ-BNN-TCCB ngày 31/3/2017 của Bộ trưởng Bộ Nông nghiệp và Phát triển nông thôn)
- Chi cục Quản lý chất lượng nông lâm sản và thủy sản Trung Bộ, trụ sở đặt tại tỉnh Khánh Hòa
- Chi cục Quản lý chất lượng nông lâm sản và thủy sản Nam Bộ, trụ sở đặt tại Thành phố Hồ Chí Minh

### Các đơn vị sự nghiệp công lập
(Theo Khoản 4, Điều 3, Quyết định số 1120/QĐ-BNN-TCCB ngày 31/3/2017 của Bộ trưởng Bộ Nông nghiệp và Phát triển nông thôn)
- Trung tâm Kiểm nghiệm Kiểm chứng và Tư vấn chất lượng nông lâm thủy sản, trụ sở đặt tại thành phố Hà Nội
- Trung tâm Chất lượng nông lâm thủy sản vùng 1, trụ sở đặt tại thành phố Hải Phòng
- Trung tâm Chất lượng nông lâm thủy sản vùng 2, trụ sở đặt tại thành phố Đà Nẵng
- Trung tâm Chất lượng nông lâm thủy sản vùng 3, trụ sở đặt tại tỉnh Khánh Hòa
- Trung tâm Chất lượng nông lâm thủy sản vùng 4, trụ sở đặt tại Thành phố Hồ Chí Minh
- Trung tâm Chất lượng nông lâm thủy sản vùng 5, trụ sở đặt tại tỉnh Cà Mau
- Trung tâm Chất lượng nông lâm thủy sản vùng 6, trụ sở đặt tại thành phố Cần Thơ